# Purpermotje
Het purpermotje (Pyrausta purpuralis) is een vlinder uit de familie van de grasmotten (Crambidae).
De vlinder lijkt sterk op het muntvlindertje (Pyrausta aurata) maar bezit andere kenmerken zoals een meer witte band over de ondervleugel, waarboven nog een kleinere smallere band loopt. Aan de hand van de bovenvleugels is het onderscheid niet goed te maken. Beide hebben ze munt als waardplant. De vliegtijd van de purpermot is van mei tot en met september. Het is in Nederland een zeldzame soort en in België tamelijk schaars.

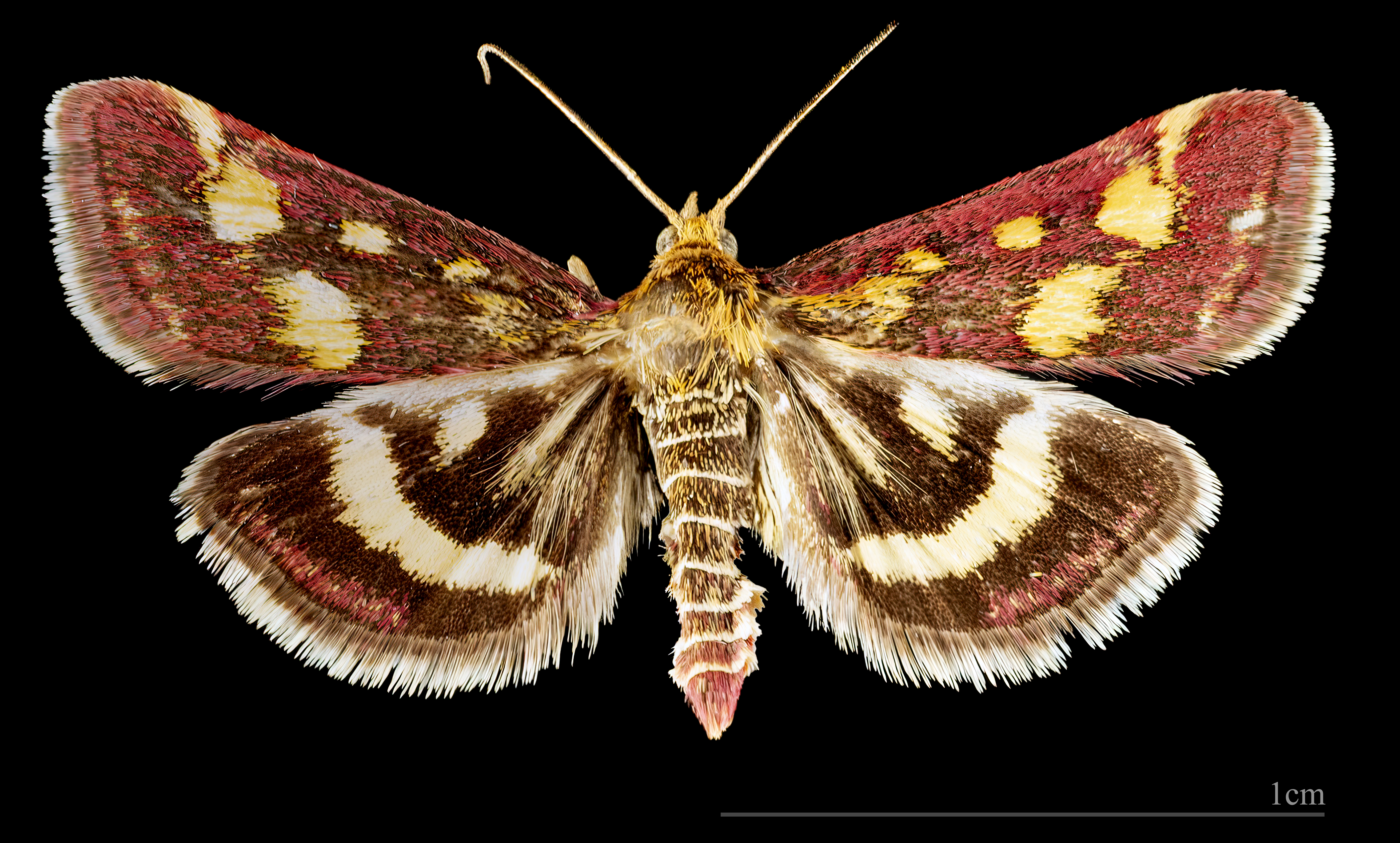
Pyrausta purpuralis ♂
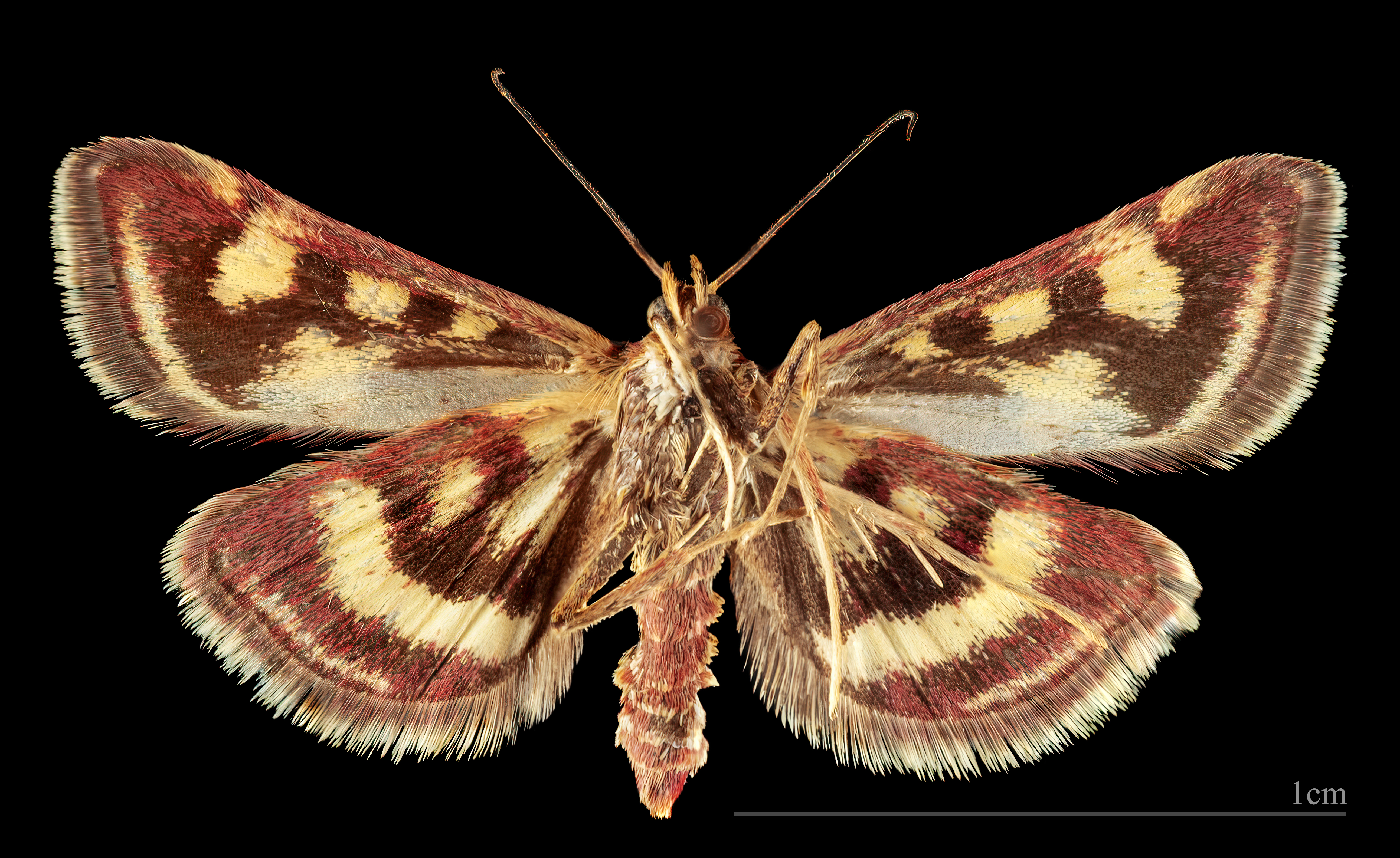
Pyrausta purpuralis ♂ △